# 杨尚书第
杨尚书第位于中国浙江省宁波市海曙区石碶街道西杨村后岸自然村，明代建筑，民国时曾修缮，建筑坐北朝南，为合院式建筑，南北中轴线依次为门屋、照壁、正厅、后堂，门屋为后来改建，庭中有单坡照壁，正厅为高平屋，地面均为石质铺地，前廊两侧开月洞门，后堂现为清代建筑，东侧河边原有念佛堂，已毁，2010年9月公布为鄞州区文物保护单位，2018年12月28日因行政区划调整公布为海曙区文物保护单位。